# Duće

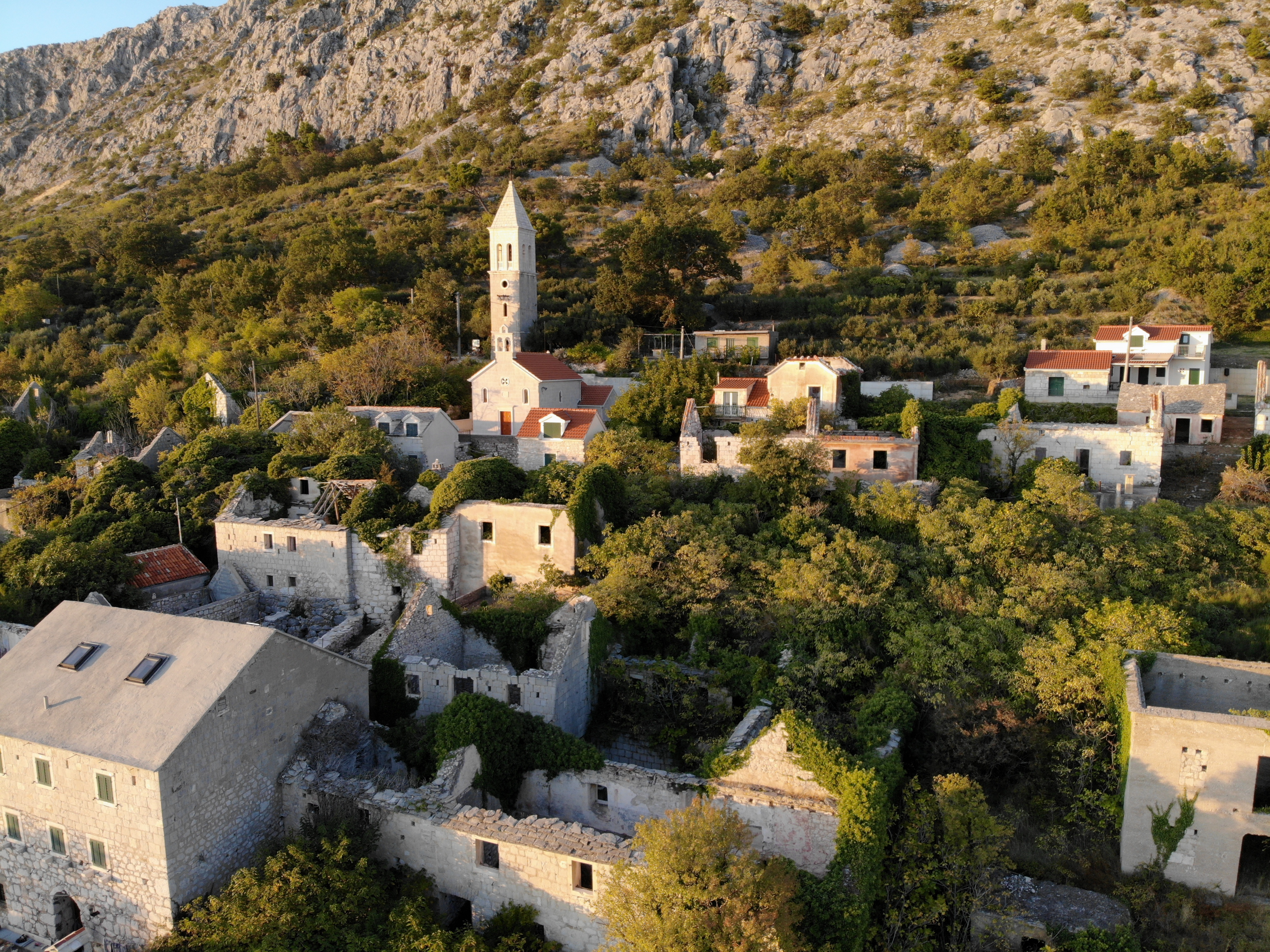
Místní část Stare Duće, lze vidět kostel svatého Antonína Paduánského a za ním zvonici

Duće je vesnice, přímořské letovisko a turisty často vyhledávaná lokalita v Chorvatsku v Splitsko-dalmatské župě, spadající pod opčinu Dugi Rat. Nachází se pod pohořím Omiška Dinara, mezi letovisky Dugi Rat a Omiš. V roce 2021 zde trvale žilo 1 560 obyvatel.
V roce 1991 vlivem převedení části sousední obce Dugi Rat pod Duće počet obyvatel víc než trojnásobně stoupl, původně šlo o poměrně malou vesnici, jejíž počet obyvatel se pohyboval v rozmezí 70 – 420. Nejvíce obyvatel (1 640) zde žilo v roce 2001, poté se počet obyvatel mírně snížil.
Duće se skládají ze sedmi částí: Dočina, Golubinke, Glavice, Luke, Rogača, Stare Duće a Vavlje. Jejich zastavěné území na východě přímo navazuje na zástavbu Omiše. Je zde velké množství menších pláží, které jsou odděleny velkými kamennými moly.
Přímo v centrální části Dućí je moderní kostel svatého Antonína a Panny Marie Sněžné (podle dvou starších kostelů nacházejících se ve vyšší nadmořské výšce), na hřebeni nad Dućemi je kostel Panny Marie Sněžné, v části Stare Duće je kostel svatého Antonína Paduánského a zvonice, za touto částí je o 700 metrů dál na západ kostel svatého Marka. U cesty ke Starým Dućím se nachází hřbitov.
Mezi pět nejčastějších příjmení patří Vojnović, Škarica, Bilanović, Škobalj a Galić.